# Aftershock : Tremblement de terre à New York
Pour les articles homonymes, voir Aftershock.
Ne pas confondre avec le téléfilm Tremblement de terre à New York, diffusé en 1998.
Pour plus de détails, voir Fiche technique et Distribution.
Aftershock : Tremblement de terre à New York (Aftershock: Earthquake in New York) est une mini-série catastrophe américaine réalisée par Mikael Salomon d'après un livre de Chuck Scarborough, et diffusée les 14 et 16 novembre 1999 sur le réseau CBS.

## Synopsis
Quatre familles cherchent a survivre face à un tremblement de terre a New York.

## Fiche technique
- Titre original : Aftershock: Earthquake in New York
- Titre français : Aftershock : Tremblement de terre à New York
- Réalisation : Mikael Salomon
- Scénario : Paul Eric Myers, David Stevens et Loren Boothby
- Photographie : Jon Joffin
- Musique : Irwin Fisch
- Montage : Christopher Rouse
- Casting : Susan Bluestein
- Société de production : Hallmark Entertainment
- Pays d'origine :  États-Unis,  Allemagne
- Langue : anglais
- Format : couleur - 1.33 : 1
- Genre : catastrophe
- Durée : 170 minutes
- Dates de premières diffusions :
  -  États-Unis : 14 novembre 1999 et 16 novembre 1999 sur CBS
  -  France : 15 janvier 2001 sur M6

## Distribution
- Tom Skerritt (VF : Bernard Tiphaine) : Thomas Ahearn
- Sharon Lawrence (VF : Martine Irzenski) : Dori Thorell
- Lisa Nicole Carson (VF : Odile Schmitt) : Evie Lincoln
- Jennifer Garner (VF : Laura Blanc) : Diane Agostini
- Rachel Ticotin (VF : Clara Borras) : Elizabeth Perez
- Frederick Weller (en) (VF : Stéphane Marais) : Nicholai Karvovsky
- Charles S. Dutton : Bruce Lincoln
- Erika Eleniak : Jillian Parnell
- Mitch Ryan : Frank Agostini
- Cicely Tyson : Emily Lincoln
- Mark Rolston : Bruce Summerlin
- Ray J : Clayton
- JR Bourne (VF : Pierre Tessier) : Joshua Bingham
- Michal Suchánek (en) : Danny Thorell
- Jerry Adler : Burt Hornstein
- Claire Yarlett (en) (VF : Danièle Douet) : Nancy Stuart